# Chiese di Santa Giulia e Santa Margherita
Le chiese di Santa Margherita e Santa Giulia sono due edifici religiosi siti a Noli, raggiungibili da via XXV Aprile tramite un sentiero.

## Descrizione e storia

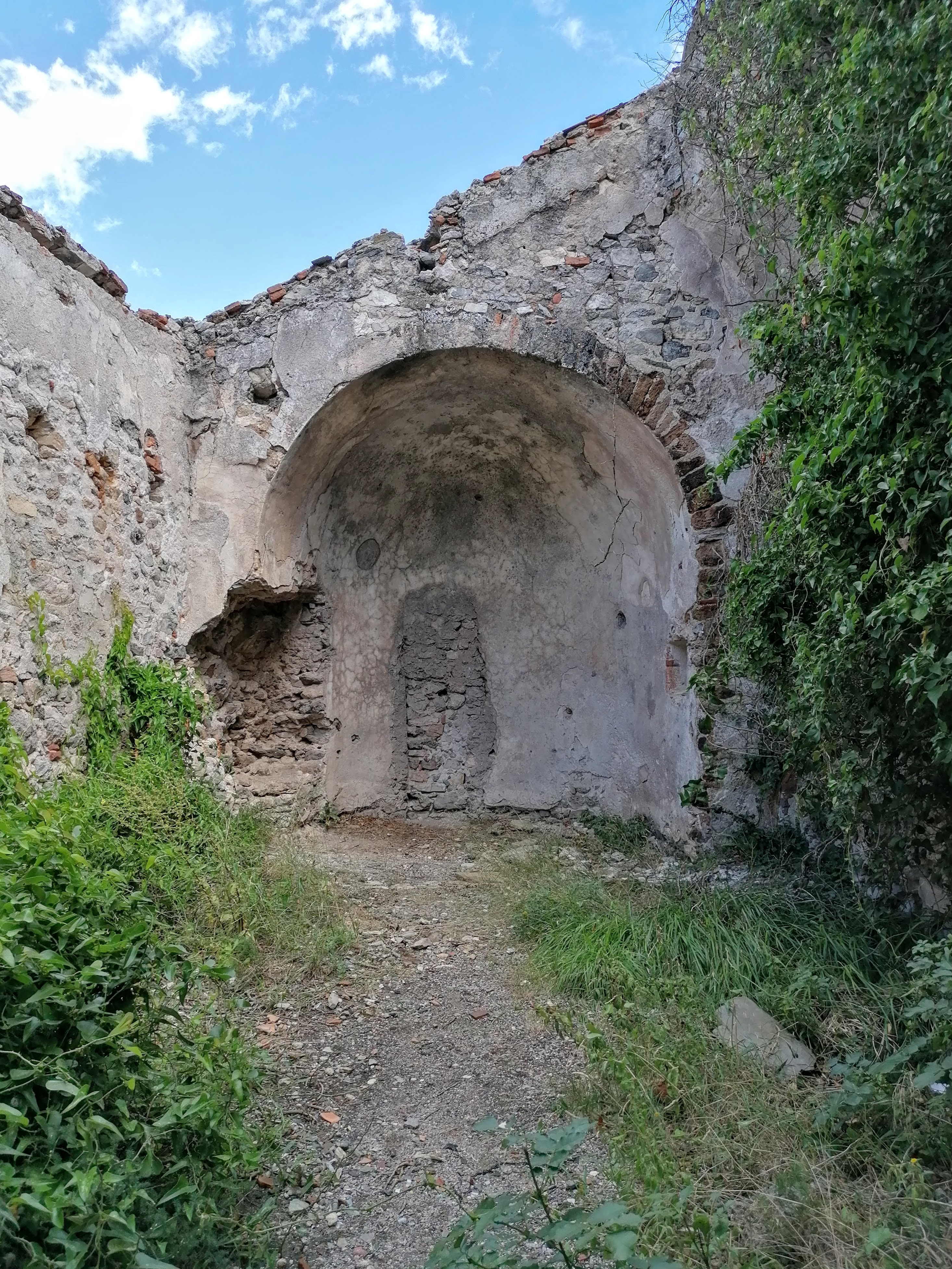
L'interno di Santa Margherita

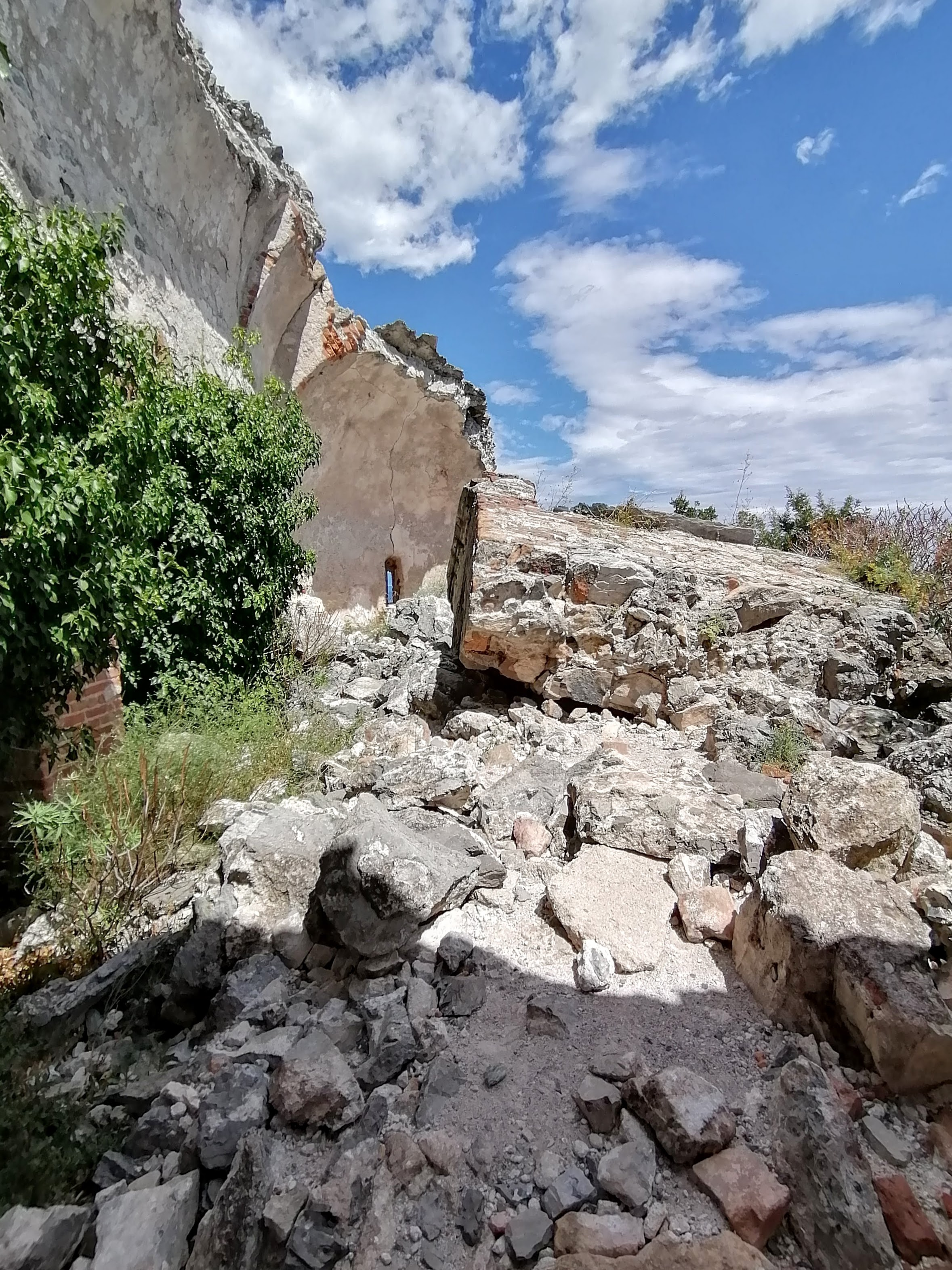
L'interno di Santa Giulia

I due edifici si presentano addossati: ad occidente la più grande Santa Margherita e ad oriente la più piccola Santa Giulia. Secondo alcuni si trattava di un unico edificio dedicato prima a Santa Giulia e poi a Santa Margherita; l'ipotesi più probabile è che invece fossero due chiese addossate, delle quali Santa Giulia fu costruita attorno all'XI secolo e Santa Margherita nel XIII-XIV secolo.
Le chiese sono poste lungo un antico sentiero che congiungeva Noli a Finale. Alcuni studiosi presumono che queste siano state costruite sui resti di un antico tempio pagano: era infatti presente un'urna cineraria romana del III o del IV secolo, incorporata nelle mura e utilizzata come acquasantiera, che oggi si trova nella sala consiliare del Comune di Noli. Utilizzate fino al XVII secolo, fino al XX secolo erano meta di pellegrinaggi nelle ricorrenze onomastiche e il Lunedì dell'Angelo.
Lo stile è romanico. A differenza degli altri edifici religiosi di Noli, in pietra locale, le due chiese sono costruite con mattoni misti a pietra nera di Capo Noli. I mattoni sono utilizzati nelle arcate interne, negli archetti pensili e in una cornice sotto al tetto. In entrambe le absidi sono presenti tracce dei bacini ceramici, simili a quelli dell'abside maggiore di San Paragorio. Oggi completamente distrutto, il campanile era posto ad occidente. Lungo le pareti esterne erano presenti due finestrelle dalle quali era possibile vedere in anticipo l'arrivo dei nemici.
Il complesso e soprattutto la Chiesa di Santa Giulia sono stati gravemente danneggiati durante la seconda guerra mondiale.